# Nokou
Nokou est une ville du Tchad. Elle est le chef-lieu du département du Nord Kanem dans la région du Kanem. Elle est peuplée principalement par des Daza.

## Histoire
Le président tchadien Idriss Déby est blessé mortellement le 19 avril 2021 aux environs de Nokou en combattant les rebelles du Front pour l’alternance et la concorde au Tchad. 